# 寺村小八郎
寺村 小八郎（てらむら こはちろう）は近江国の寺村氏の一族で、戦国時代の武将である。生没年不詳。

## 略歴
当初は六角氏に仕えたが、1568年の観音寺城の戦い後に浅井長政に仕えたと考えられる。1570年に姉川の戦いに従軍し、以後1573年まで4年にわたり小谷城に詰めた。最後まで浅井家への忠誠を変えない者達に長政は感状を与えたが、有名なのが寺村小八郎に与えたもので、｢ここ4、5年骨身惜しまぬお働き忠節これに勝るもの無く、ことに今度の籠城は誠に神妙に存じ候。愈々この上ともご奔走が大切、心底より望むところ確かりと申し付け候｣がある。